# 安西茉莉
安西 茉莉（あんざい まり、1991年8月5日 - ）は、日本のタレント、レースクイーン。スリーライズ所属。

## 経歴
東京都出身。
東京家政大学 家政学部 栄養学科 管理栄養士専攻を卒業

## 人物
趣味は旅行・コスプレ、特技は早口言葉・体が柔らかい
管理栄養士と普通自動車免許の資格を持つ。
ファンの愛称はきゅんまりすと。

## 活動

### TV
- マツコ会議（2018年10月13日、日本テレビ）
- 歌舞伎町弁護人 凜花 第1話（2019年4月13日 、BSテレビ東京）

### レースクイーン活動
- ピレリスーパー耐久 浅野レーシングサービス WedsSport（2018年）
- SuperGT GT300 No.22 R'Qs MOTOR SPORTS（2019年）
- D1 2020 Team TOYO TIRES DRIFT GALS（2020年）
- D1 2021 Team TOYO TIRES DRIFT GALS（2021年）
- D1 2022 Team TOYO TIRES DRIFT GALS（2022年）
- Adam byGMO日本レースクイーン大賞2022 : クリッカー賞
- SuperGT GT300 No.22 R'Qs MOTOR SPORTS（2023年）
- メディバンネップリ日本レースクイーン大賞2023　ファイナリスト

### イベントコンパニオン
- 東京オートサロン2019 「クラリオン」
- 東京ゲームショウ2019 「Xperia」
- 東京モーターショー2019 「三菱自動車」
- ユニバーサル×サミーフェスティバル 「エウレカセブン」
- コミックマーケットC93
- DAZNキャンペーンガール
- C3AFA TOKYO 「SANKYO」
- 東京オートサロン2020 「エクシズルライン」
- JAEPO2020 「バンダイナムコアミューズメント」
- 東京オートサロン2022 「TOYO TIRES」
- 東京ゲームショウ2022 「Xperia」
- 東京オートサロン2023 「FIEVILLE」
- 名古屋オートフェスティバル2023 「Grove」
- 東京都ピーアーク2代目アンバサダー
- 東京ゲームショウ2023「バンダイナムコ　 ブループロトコル」
- Japan Mobility Show 2023「三菱自動車」
- 東京オートサロン2024「ヤマハ発動機」

### モデル
- コスプレスタジオCURAS川崎 ブースイメージモデル
- ピアドル（2020年1月 - ）

### 写真集
- DVD写真集「競これ-競泳水着これくしょん-」安西茉莉vol.01（デジタル出版）
- DVD写真集「競これ-競泳水着これくしょん-」安西茉莉vol.02（デジタル出版）
- デジタル写真集「安西茉莉①」 SITOgraphics
- デジタル写真集「安西茉莉②」 SITOgraphics